# Zwrócona (gromada)
Zwrócona – dawna gromada, czyli najmniejsza jednostka podziału terytorialnego Polskiej Rzeczypospolitej Ludowej w latach 1954–1972.
Gromady, z gromadzkimi radami narodowymi (GRN) jako organami władzy najniższego stopnia na wsi, funkcjonowały od reformy reorganizującej administrację wiejską przeprowadzonej jesienią 1954 do momentu ich zniesienia z dniem 1 stycznia 1973, tym samym wypierając organizację gminną w latach 1954–1972.
Gromadę Zwrócona z siedzibą GRN w Zwróconej utworzono – jako jedną z 8759 gromad na obszarze Polski – w powiecie ząbkowickim w woj. wrocławskim, na mocy uchwały nr 33/54 WRN we Wrocławiu z dnia 2 października 1954. W skład jednostki weszły obszary dotychczasowych gromad Zwrócona i Olbrachcice Wielkie ze zniesionej gminy Zwrócona w tymże powiecie. Dla gromady ustalono 16 członków gromadzkiej rady narodowej.
1 stycznia 1960 do gromady Zwrócona włączono wsie Brodziszów i Sulisławice ze zniesionej gromady Brodziszów w tymże powiecie.
31 grudnia 1961 do gromady Zwrócona włączono wsie Bobolice i Szklary ze zniesionej gromady Bobolice oraz wsie Kluczowa i Koziniec ze zniesionej gromady Przedborowa w tymże powiecie.
Gromada przetrwała do końca 1972 roku, czyli do kolejnej reformy gminnej.